# 孝靜毅皇后
孝静毅皇后（1492年—1535年2月26日），夏姓，為明武宗朱厚照的皇后，徽號爲「莊肅皇后」。

## 生平
正德元年（1506年），夏氏被册立为皇后。
明代的藏书家杨仪在《明良记》中曾写到“武宗久不御内，自大同还，忽趋入宫，夏后见帝因泣下。帝曰：“皇后如何日来太瘦？”着光禄司进膳，加肥鹅一双。”可见武宗与夏皇后的感情还是不错的。夏皇后曾劝谏武宗远离声色犬马，收敛其行为，结果没能如意。武宗多年居于宫外，因此夏皇后没有子女。
嘉靖元年（1521年），丈夫明武宗駕崩後，因武宗夫婦無子，張太后召大學士楊廷和議立皇子。當時益端王（明憲宗庶六子）已有孫輩，張太后仍主張由武宗堂弟——興獻王（明憲宗庶四子）之子朱厚熜繼承皇位。同年朱厚熜登基，是為明世宗。而夏皇后是世宗的皇嫂，依照中國歷代皇室的傳統，只有帝王之母可稱太后，故比照宋朝孝章宋皇后，為其上徽號稱莊肅皇后。
嘉靖十四年正月丙戌（1535年2月26日），莊肅皇后夏氏崩逝，與武宗合葬康陵，神主升祔太庙。

## 身後
夏皇后逝世後，禮臣上奏喪儀，世宗說：“叔嫂之間不需服喪，且兩位皇太后均健在，因此朕在喪期內穿著青衣，而臣民以皇后之喪服喪即可。”礼部尚書夏言說：“皇上以嫂叔之間不需服喪而改穿青衣，但群臣不敢穿著喪服朝見皇上，請暫時免去朝參。”世宗许之。
而關於夏皇后的諡號，大学士张孚敬說：“大行皇后，是皇上的嫂嫂，與歷代嫡配皇后不同，諡號字數宜用二字或四字。”李时不赞同，说：“宜用八字。”左都御史王廷相、吏部侍郎霍韬等：“都是皇后，又什么不同。”夏言隧聚众議論，上奏說：“古人崇尚實質的精神，因此谥号多簡潔，以符合他生前的做為。至於後代所追加的諡號，則是出自臣子的懷思之情。大行皇后生於今世，宜用今制，因此大行皇后的諡號宜如歷代嫡配皇后，而不論二字、四字及八字，都于礼无据。”世宗不从，命众人再讨论。群臣请用张孚敬的建议。世宗说：“用六字吧，合阴数。”于是夏氏的諡號擬定，稱孝静莊惠安肅毅皇后。嘉靖十五年（1536年），世宗觉得當時张孚敬的话不对，传旨：“孝静皇后諡號不完備，稱不上是配饗武宗。”于是改谥為孝静莊惠安肅温誠順天偕聖毅皇后。

## 家族
- 高祖：夏彥廣
- 曾祖夏棨宗
- 祖夏瑄（非夏原吉次子）
- 父推誠宣力武臣榮祿大夫柱國慶陽伯夏儒，應天府上元縣人，永樂期間北徙順天府大興縣
- 兄弟三人：長助，次臣，三勳
- 姊妹三人：其二適魏國公孫徐鵬舉，壽寧侯張鶴齡子錦衣衞都指揮使張宗說。

| 前任： 孝宗张皇后 | 明朝皇后 1506年—1521年 | 繼任： 世宗陈皇后 |